# Hahn holen

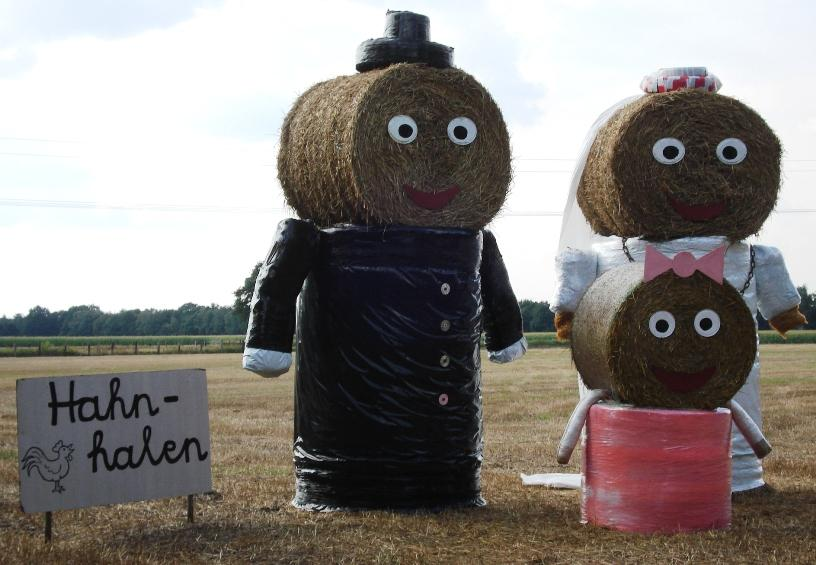
Einladungsschild zum „Hahn holen“ an Hochzeits-Strohballenfiguren

Als Hahn holen (auch „Hahnholen“ oder Hahn schlachten / im Münsterländer Platt: „Hahn halen“) wird ein im Münster- und Emsland – insbesondere im ländlichen beziehungsweise bäuerlichen Raum – verbreiteter Hochzeitsbrauch bezeichnet. Er wird als Dank an die Nachbarn für Mithilfe bei der Vorbereitung und Ausrichtung der Hochzeit veranstaltet.
Der Brauch findet als „Nachfeier“ am Tag nach der Hochzeit traditionell bei den Brauteltern statt, wobei unter anderem die Hochzeitsgäste und Nachbarn teilnehmen und mit Getränken und auch Speisen (ursprünglich mit den vom Vortag übriggebliebenen) bewirtet werden. Traditionell beinhaltet das „Hahn holen“ das Abnehmen des in Vorbereitung der Hochzeit angebrachten Hochzeitsschmuckes (des „Kranzes“ – siehe Kränzen).

## Ursprung
Am Tag nach der Hochzeit wurde das Brautpaar zu einem Spaziergang abgeholt. Dabei wurde ein Hahn mitgeführt, der bisweilen betrunken gemacht wurde. Nach der Rückkehr wurde er geschlachtet und zu einer Suppe verarbeitet.